# Антуан де Рівароль
Антуан де Рівароль (фр. Antoine Rivarol, 26 червня 1753, Баньоль-сюр-Сез, Гар — 11 квітня 1801, Берлін) — французький письменник.

## Біографія
Наполягав на своєму аристократичному походженні («граф»), присвоїв собі частку «де», але насправді походив зі скромної італійської родини. Родина Ріваролі переїхала до Франції з П'ємонта. Батько Антуана Рівароля був господарем заїжджого двору «Три голуби» у невеликому південному містечку, він змінив прізвище на французький манер.
Антуан Рівароль навчався в семінарії в Авіньйоні, короткий час був священиком у Ліоні, згодом вирішив присвятити себе літературній праці й 1776 року приїхав до Парижа. Був представлений Вольтерові, співпрацював з журналом "Mercure de France", був неабияким полемістом. Відрізнявся їдкою та безжальною дотепністю, чим нажив собі чимало ворогів серед представників заможних верств.
Його «Міркування про загальний характер французької мови» (1784), знаходилося в руслі просвітницьких пошуків «світової мови», отримав премію Королівської академії наук і мистецтв у Берліні, привернув увагу Фрідріха II. 
Переклав «Пекло» Данте (1785). Полемізував з Шеньє, Бомарше та багатьма іншими. Його памфлет «Маленький альманах наших великих людей» (1788), що висміював претензії письменників епохи, спричинив суспільний скандал.
Під час Революції виступав на боці монархії, був одним з редакторів "Політичної і національної газети" Антуана Сабатьє. За критику революційних ідей та діячів Рівароль замав прізвисько «Тацита революції», яке йому дав Едмунд Берк.
З 1792 року перебував в еміграції (Брюссель, Амстердам, Гаага, Лондон, Гамбург, Берлін). Продовжував активну літературну діяльність. При Директорії мав намір повернутися у Францію, але несподівано захворів і передчасно помер.

## Спадщина та визнання
У Франції вибрані максими та роздуми Рівароля опублікував 1858 року Сент-Бев.
1956 року Ернст Юнгер  переклав «Максими» Рівароля німецькою, а також написав про нього розгорнуте есе. 
Існує Премія Рівароля, яка була присуджена, зокрема, Чорану (1949). Роман Петра Равича «Кров неба» отримав премію Рівароля у 1962 році.
З 1951 року у Франції виходить двотижневий журнал крайніх правих сил під назвою «Рівароль».

## Твори
- Lettre critique sur le poème des Jardins, suivie du Chou et du navet, 1782.
- Lettre à M. le Président de *** sur le globe airostatique, sur les têtes parlantes et sur l’état présent de l’opinion publique à Paris. Pour servir de suite à la Lettre sur le poème des Jardins, 1783.
- De l’Universalité de la langue française, 1784.
- L’Enfer, poème du Dante, traduction nouvelle, 1785.
- Récit du portier du sieur Pierre-Augustin Caron de Beaumarchais, 1787.
- Le Petit Almanach de nos grands hommes, 1788.
- Première lettre à M. Necker, sur l’importance des opinions religieuses, 1788.
- Seconde lettre à M. Necker sur la morale, 1788.
- Le Songe d’Athalie, par M. G. R. I. M. De La R. E. Y. N., avocat au parlement, avec Louis de Champcenetz, 1788.
- Mémoire sur la nature et la valeur de l’argent, 1789.
- Le Petit Almanach de nos grandes femmes, accompagné de quelques prédictions pour l’année 1789, avec Louis de Champcenetz, 1789.
- Journal politique-national des États-Généraux et de la Révolution de 1789, publié par M. l’abbé Sabatier et tiré des Annales manuscrites de M. le Cte de R***, 1789.
- Adresse à MM. les impartiaux ou Les amis de la paix réunis chez monseigneur le duc de La Rochefoucault, v. 1789.
- Petit dictionnaire des grands hommes de la révolution, par un citoyen actif, ci-devant rien, avec Louis de Champcenetz, 1790.
- Triomphe de l’anarchie, 1790.
- Épître de Voltaire à Mlle Raucour [sic], actrice du Théâtre-français, 1790.
- Le Petit Almanach de nos grands-hommes ; pour l’année 1790, 1790.
- Réponse à la réponse de M. de Champcenetz au sujet de l’ouvrage de madame la B. de S*** sur Rousseau, v. 1790.
- Essai sur la nécessité du mal, tant physique que moral, politique et religieux, par Soame Jenyns,... traduit de l’anglais, 1791.
- De la Vie politique, de la fuite et de la capture de M. La Fayette. Morceau tiré de l’Histoire de la révolution, 1792.
- Lettre à la noblesse française, au moment de sa rentrée en France sous les ordres de M. le duc de Brunswick, généralissime des armées de l’Empereur et du Roi de Prusse, 1792.
- Le Petit Almanach des grands spectacles de Paris, 1792.
- Adresse du peuple belge, à S. M. l’Empereur, 1793.
- Histoire secrète de Coblence dans la révolution française, 1795.
- Tableau historique et politique des travaux de l’Assemblée constituante, depuis l’ouverture des États généraux jusqu’après la journée du 6 octobre 1789, 1797.
- Discours préliminaire du Nouveau dictionnaire de la langue française, 1797.

## Сучасні видання
- Ecrits politiques et littéraires. Paris: Grasset, 1956
- Discours sur l universalité de la langue française, suivi des pensées, maximes, réflexions, anecdotes et bons mots/ Ed. par Hubert Juin. Paris: P. Belfond, 1966
- Œuvres complètes. Genève: Slatkine Reprints, 1968